# Rozalia Nusbaum-Hilarowicz
Rozalia Nusbaum-Hilarowicz, z domu Głębocka (ur. 24 października 1859 w Warszawie, zm. 1 lutego 1933 we Lwowie) – polska przyrodnik.

## Życiorys
Studiowała nauki przyrodnicze na Uniwersytecie w Genewie, po powrocie do Warszawy pracowała w tajnym szkolnictwie polskim. W 1886 poślubiła Józefa Nusbauma, wraz z którym przeniosła się do Lwowa w 1892. 
Uzupełniała wykształcenie na Uniwersytecie Lwowskim, studiując filozofię pod kierunkiem Kazimierza Twardowskiego.
Wraz z mężem i innymi profesorami Uniwersytetu zakładała żeńskie gimnazjum im. Słowackiego; została w tej szkole nauczycielką matematyki. 
Publikowała liczne artykuły z filozofii, pedagogiki, psychologii zwierzęcej i fizjologii porównawczej. Niektóre z publikacji: Szkice naukowe, Jędrzej Śniadecki i Herbert Spenzer jako pedagogowie. 
Przełożyła z francuskiego dzieło Édouarda Toulouse'a i Ludovica Marchanda Mózg i jego czynności (Lwów 1904).
W 1907 wraz z mężem zmieniła nazwisko, dodając człon „Hilarowicz”. Z małżeństwa urodził się Henryk Hilarowicz (1890–1941), chirurg zamordowany przez Niemców w grupie polskich profesorów lwowskich uczelni na Wzgórzach Wuleckich, a także Tadeusz Hilarowicz (1887–1958), wybitny teoretyk prawa administracyjnego.